# Musée municipal de Sansepolcro
Le musée municipal de Sansepolcro (en italien : Museo civico di Sansepolcro), est l'un des musées de la ville toscane de Sansepolcro, patrie de Piero della Francesca. Deux de ses œuvres majeures y sont exposées.

## Histoire
Installé dans le Palazzo della Residenza o dei Conservatori datant du Duecento et remanié au Cinquecento, le fonds y fut créé à partir du XVIIIe siècle d'une collection de portraits d'hommes illustres : il s'est enrichi d'œuvres de corporations religieuses confisquées à leur suppression en 1866 ; de cette pinacothèque communale, est né en 1975, le musée municipal actuel.
La Résurrection de Piero della Francesca lui avait été commandée dans ces lieux mêmes pour illustrer un des murs de la sala magna où se tenaient les réunions du Conseil.

## Collections
Les peintures exposées sont de Piero della Francesca, Matteo di Giovanni, Raffaellino del Colle, Giovanni Battista Cungi, Santi di Tito, Raffaello Schiaminossi, Luca Signorelli, Giovanni Battista Mercati, Pontormo, Leandro Bassano, Andrea Pozzo, les frères Alberti, Cantagallina et autres artistes locaux.
Œuvres principales :
- de Piero della Francesca : Polittico della Misericordia (1444-1464) - Resurrezione (1450-1463) - San Giuliano (1454-1458) - San Ludovico di Tolosa (1460).
- du Pontormo : San Quintino, 1517
- de Raffaellino del Colle : San Leone I Magno, Assunzione e Incoronazione della Vergine, XVIe siècle.
- de Luca Signorelli : gonfalon, Étendard de la Crucifixion : Crocifissione sur une face, i Santi Antonio Abate e Eligio con quattro confratelli della Confraternita di Sant’Antonio Abate sur l'autre.
- de Santi di Tito : Annunciazione, Bianca Capello, Pietà, Riposo durante la fuga in Egitto.

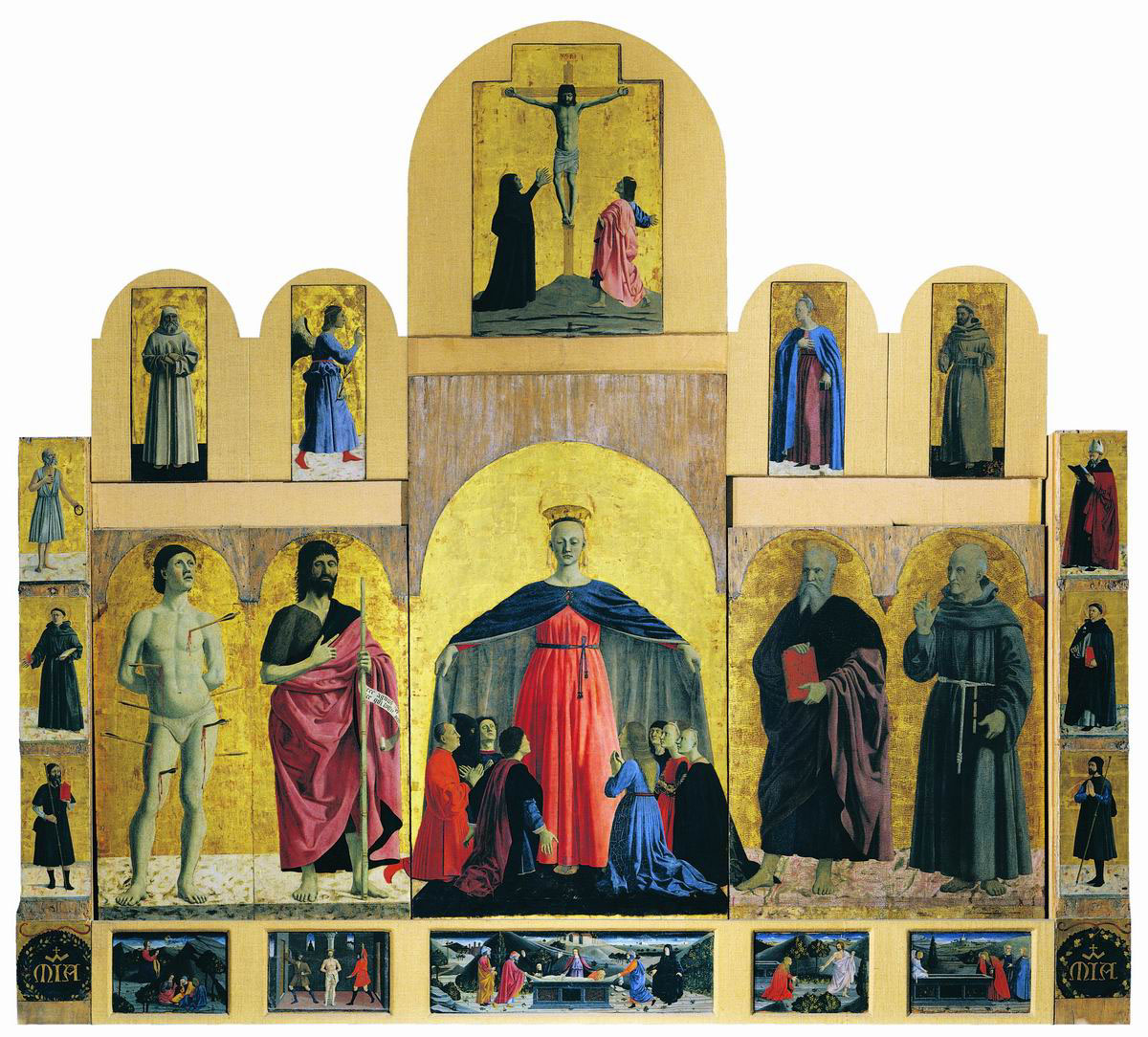
Piero della Francesca, Polyptyque de la Miséricorde.
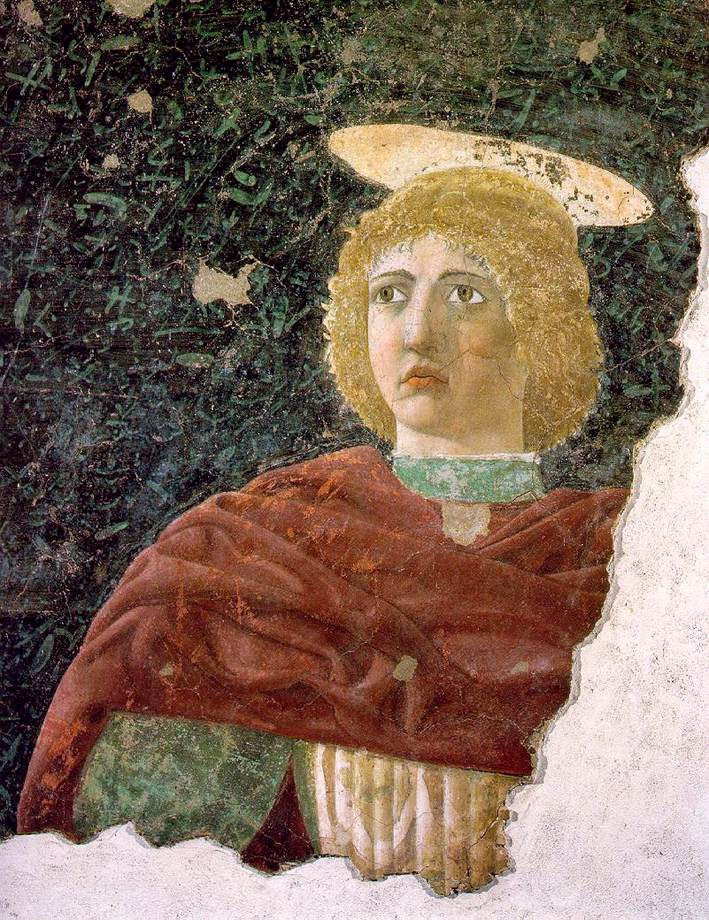
Piero della Francesca, Saint Julien.
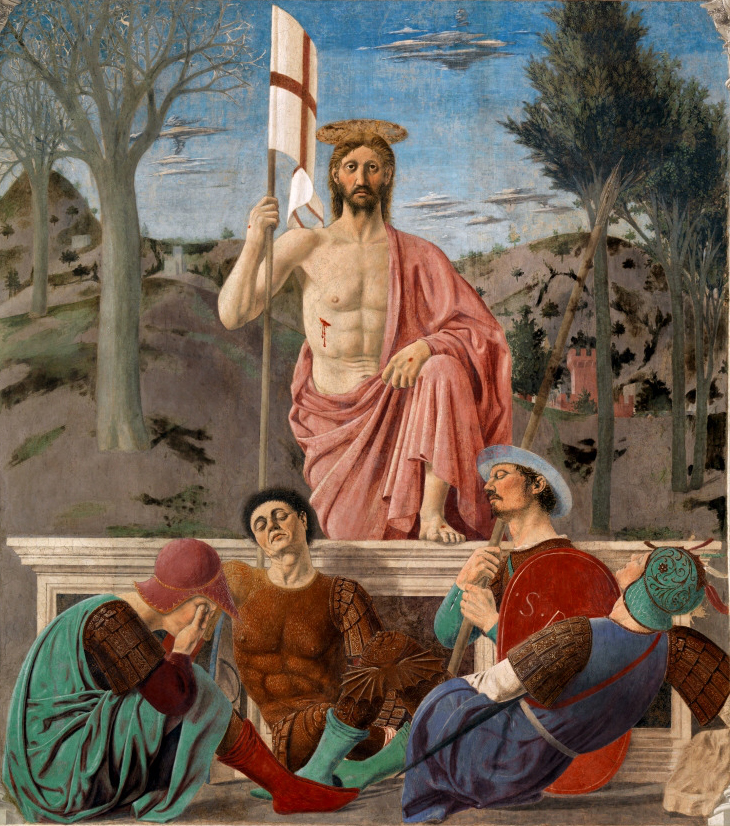
Piero della Francesca, La Résurrection.
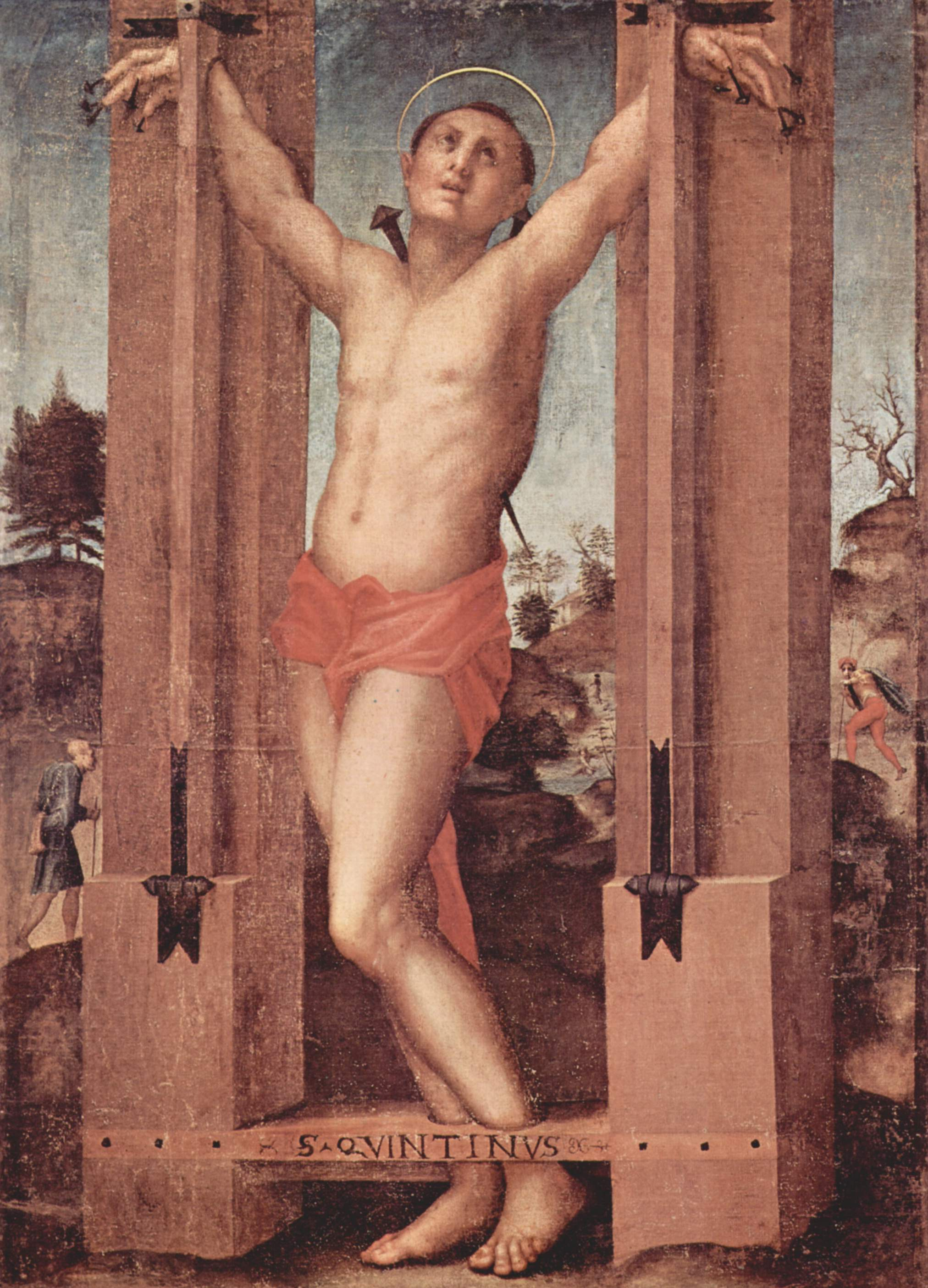
Pontormo, Saint Quitinus.

Les collections se complètent de sculptures des XIIIe et XVe siècles, de terracotte invetriate des Della Robbia, de gravures et d'estampes des XVIe et XVIIe siècles, d'orfèvrerie des XIIIe et IXe siècles, d'habits sacerdotaux des XVIe et XVIIIe siècles.

## Sources
- (it) Cet article est partiellement ou en totalité issu de l’article de Wikipédia en italien intitulé « Museo civico (Sansepolcro) » (voir la liste des auteurs).